# Manuel Pereira da Costa
Dom Manuel Pereira da Costa (15 de setembro de 1915 — 25 de julho de 2006) foi bispo católico brasileiro, o primeiro emérito da Diocese de Campina Grande, a qual regeu entre 1962 e 1981. Foi também bispo diocesano de Nazaré e auxiliar da Arquidiocese da Paraíba.

## Biografia
Manuel nasceu em Pocinhos, no agreste da Paraíba, filho de Vicência e Libânio Pereira da Costa. Ingressou no seminário arquidiocesano de seu estado aos dez anos de idade, no qual terminou seus estudos secundários. Em seguida, transferiu-se para o Seminário Maior de Formação Superior de São Paulo.
Foi designado para concluir seu curso superior na Europa, no Colégio Pio Latino-Americano e na Universidade Gregoriana. Recebeu a ordem do sacerdócio na Basílica de Santa Maria Maior, em Roma, em 23 de março de 1940.
De volta ao Brasil, foi professor de Filosofia e de Teologia, reitor e vice-reitor do Seminário de de João Pessoa. Em 2 de maio de 1948, foi nomeado cônego e, em novembro de 1951, o de monsenhor, por ocasião do Jubileu Áureo de Ordenação Sacerdotal.
Em 31 de maio de 1954, foi nomeado bispo-auxiliar da Arquidiocese da Paraíba e da sé titular de Tino. Sua sagração episcopal deu-se na Catedral Basílica de Nossa Senhora das Neves, em 15 de agosto, pelas mãos de Dom Carlos Gouveia Coelho, bispo de Nazaré da Mata, auxiliado por Dom Zacarias Rolim de Moura, bispo de Cajazeiras, e por Dom Luís do Amaral Mousinho, da Diocese de Ribeirão Preto.
Foi designado para substituir Dom João de Sousa Lima, transferido para a Arquidiocese de Manaus, na Diocese de Nazaré da Mata, em Pernambuco, em 20 de junho de 1959. Em 23 de agosto de 1962, foi transferido para a Diocese de Campina Grande, onde ficou até a sua renúncia, por motivos de saúde, em 20 de maio de 1981.
Faleceu em João Pessoa, aos 90 anos, e seu corpo foi sepultado no Cemitério Senhor da Boa Sentença. Seus restos mortais foram trazidos para Campina Grande no dia 6 de dezembro de 2009 e deixados na Catedral de Nossa Senhora da Conceição, em frente à imagem de São Joaquim.